# خانه کبودمرغ
خانه کبودمرغ (انگلیسی: House of Bluebird; کره‌ای: 파랑새의 집) مجموعه تلویزیونی محصول کره جنوبی در سال ۲۰۱۵ با بازی لی جون هیوک، چه سو بین، لی سانگ یوب و کیونگ سو جین است. این مجموعه از ۲۵ فوریه تا ۹ اوت ۲۰۱۵، روزهای شنبه و یکشنبه ساعت ۱۹:۵۵ (کی‌اس‌تی) از کی‌بی‌اس۲ پخش شد.

## بازیگران

### اصلی
- لی جون هیوک در نقش کیم جی وان (۲۹ ساله)
- چه سو بین در نقش هان اون سو (۲۴ ساله)
- لی سانگ یوب در نقش جانگ هیون دو (۲۸ ساله)
- کیونگ سو جین در نقش کانگ یونگ جو (۲۵ ساله)